# Halloumi
Halloumi (grekiska χαλούμι, turkiska hellim, arabiska حلوم ḥallūm) eller haloumi, är en ost som traditionellt tillverkas på Cypern av fårmjölk och ett varumärke på sådan ost. Halloumi kan även tillverkas av get- och komjölk, som också ger bra resultat.

## Tillverkning och förvaring
Den kokas vid tillverkningen, vilket påverkar mjölkproteinerna när osten värms igen. Osten saltas och äts färsk eller konserveras med saltad vassle. Många producenter tillsätter mynta för smakens skull.

## Egenskaper och servering
Kokningen av osten som ger den sin speciella gummiaktiga konsistens och medför att den färdiga osten inte smälter som många andra ostar när den värms upp. Halloumi smälter först vid 135°C jämfört med andra ostar som smälter redan vid 55 till 82°C.
Halloumi kan ätas varm som kall. Den kan med fördel grillas eftersom den inte smälter utan får en krispig yta. Halloumi kan serveras med honung.
Enligt Livsmedelsverket är det ovanligt med listeria i halloumi. Om det förekommer finns en risk för att bakterien växer under förvaring. I en rapport 2017 rekommenderade Livsmedelsverket att gravida konsumerade nygjord halloumi eller nyförpackade produkter.

## Varumärke och varianter
År 1990 fick cypriotiska handelskammaren varumärkesskydd för namnet Halloumi i USA. Det överklagades av danska mejerinäringen, men varumärkesskyddet hävdes inte. Det har senare förnyats och var aktivt 2019. Cypriotiska handelskammaren, cypriotiska jordbruksverket och stiftelsen The Foundation for the Protection of the Traditional Cheese of Cyprus named Halloumi har sedan år 2000 varumärkesskyddat halloumi i EU, och de ger bara rätten att använda det till cypriotiska mejerier.
Cypern har sedan mitten av 2010-talet försökt att få skyddad ursprungsbeteckning av EU för halloumi. EU kräver bland annat att halloumi ska ha minst 50 procent får- och getmjölk, men den råvaran räcker inte till produktionsbehovet, så förhandlingarna har flera gånger strandat.

### Eldost
Den cypriotiska stiftelsen (se ovan) driver ett aktivt varumärkesskydd i Europa, vilket har lett till att svenska intressenter försökt lansera egna ostmärken som Grillost, Filloumi och Hallåmi. Namn som refererar till [hall]oumi har dock fällts för varumärkesintrång.
Föreningen Svenska gårdsmejerier lanserade Eldost som varumärke att använda av anslutna småmejerier, och namnet/ordet presenterades av Institutet för språk och folkminnen på svenska nyordslistan 2019. Samma år blev namnet Eldost varumärkesskyddat.